# Vincent Teixeira
Pour les articles homonymes, voir Teixeira.
Vincent Teixeira est un critique littéraire, essayiste et universitaire français, né à Saint-Flour (Cantal) en 1969.

## Biographie
Son père, Jean Teixeira, fut organiste titulaire de la Cathédrale Saint-Pierre de Saint-Flour et chef des chœurs Guillaume Boni.
Au terme de ses études de littérature et philosophie, Vincent Teixeira est titulaire d'un doctorat ès lettres de l'Université Paris-III. Après plusieurs voyages en Asie, notamment dans le cadre de bourses des Missions Stendhal, depuis 2003 il vit au Japon, où il est professeur de langue et littérature françaises à l'Université de Fukuoka. Son premier essai, paru en 1997 est consacré à Georges Bataille et l'esthétique (Georges Bataille, la part de l'art - la peinture du non-savoir). Il publie un premier recueil poétique en 2007, À l'encre des dérives, préfacé par Salah Stétié.
Selon une approche qui tente de concilier critique littéraire et critique sociale, son travail porte d'abord sur la poésie, l'écriture, les rapports entre littérature et pensée, littérature et expérience - notamment autour des œuvres de Georges Bataille, Maurice Blanchot, Ghérasim Luca
, Paul Celan, Michel Fardoulis-Lagrange, Arthur Rimbaud, Francis Giauque, 
le surréalisme, en particulier ses ancêtres (Arthur Cravan, Jacques Vaché, Jacques Rigaut), ou ceux de la dernière génération (Stanislas Rodanski).
À travers ces textes et articles, il tente de montrer comment la littérature, quand elle travaille la langue autant qu'elle bouleverse la vie et les êtres, au-delà d'une idée pétrifiée de l'art séparé de la vie, ne se départ pas de la pensée et constitue une manière de penser, sentir et vivre autrement.
Dans Shakespeare et les boys band : culture jetable et marchandisation hédoniste (2014), il critique l'actuelle marchandisation de la culture, dominée par le « mainstream », le commerce d'« une culture sans estomac dont l'artifice va de pair avec la fuite en avant dans l'artificialisation de la vie, relevant essentiellement du divertissement, comme un baume adoucissant aux misères quotidiennes. Car à travers cette assuétude qu'on nous inocule à consommer indifféremment des produits culturels comme du coca light, nous sentons l'horizon se restreindre, et croître, parallèlement à celles de la planète, les pollutions et dégradations de l'esprit ».
Frédéric Aribit y voit « un virulent pamphlet qui épingle le navrant conformisme consumériste qu’on a de cesse de vendre en guise de culture, et qui, sous couvert d’“entertainment” généralisé, n’en finit pas de proliférer jusqu’à la nausée, bouchant désormais l’horizon qu’elle était supposée dégager au contraire. »
Dans le prolongement de cet essai, De la colère en l'Occident fantôme (2014) stigmatise les désastres provoqués par un Occident « masquant sa volonté de puissance sous la bannière généreuse de la civilisation. » « Prise dans l'engrenage de nos horreurs économiques, la vie est ainsi gaspillée, au bénéfice du matérialisme qui gouverne le parc humain. Mais à mesure que, déroutés, nous sentons l'horizon se restreindre et croître le devenir fantôme de ce monde, la colère ne devrait-elle pas renouer avec les pouvoirs de la parole, comme refus de consommer le monde, tel qu'il nous y pousse, et comme contre-poison apte à le bousculer ? »
Il publie de nombreux articles en France et au Japon, notamment dans les revues Europe, Mélusine (Éditions L'Âge d'Homme), Alkemie (Éditions Classiques Garnier), Apulée (Éditions Zulma), etc.
Il a été membre du comité de publication des Cahiers Bataille, dont le premier numéro, paru en 2011, a présenté un travail inédit en France autour des illustrations de deux récits de Bataille, Histoire de l'œil et Madame Edwarda, par le peintre japonais Kuniyoshi Kaneko. Il est également membre de la Société japonaise de langue et littérature françaises, de l'association Ars Industrialis, de l'Association pour la recherche et l’étude du surréalisme (APRES), dirigée par Henri Béhar, et des Amis du Blog de Paul Jorion sur lequel il publie parfois des billets, en lien avec l'actualité au Japon, qu'il s'agisse de l'accident nucléaire de Fukushima, de réformes menaçant l'avenir des sciences humaines et sociales, ou bien concernant l'actualité politique et culturelle en général, comme par exemple certaines critiques de Michel Onfray, dans la lignée de celle d'Alain Jugnon. En 2020, il s'oppose vivement au projet de « panthéonisation » de Rimbaud et Verlaine, dans un texte intitulé « La mascarade des embaumeurs. Rimbaud et les Panthéonades ».

## Livres
- Georges Bataille, la part de l'art : la peinture du non-savoir, Paris, L'Harmattan, coll. « L'Ouverture philosophique », 1997.
- À l'encre des dérives, préface de Salah Stétié, Paris, L'Harmattan, coll. « Poètes des cinq continents », 2007.
- Shakespeare et les boys band : culture jetable et marchandisation hédoniste, Paris, Éditions Kimé, coll. « Détours littéraires », 2014.
- De la colère en l'Occident fantôme, Paris, L'Harmattan, hors-collection, 2014.
- L'Ombre et la Nuit de Francis Giauque, co-écrit avec Véronique Gonzalez, Gollion-Paris/Bienne, éditions Infolio/ACEL , coll. « Le cippe », 2015.

## Ouvrages collectifs
- « Maurice Blanchot et Paul Celan : voix sans visage, voix du silence », in Maurice Blanchot de proche en proche, dir. Éric Hoppenot, Paris, éditions Complicités, 2008.
- « Outre-langue », in Études françaises au Japon / Tradition et renouveau, dir. Jean Klein et Francine Thyrion, Louvain-la-Neuve, Presses Universitaires de Louvain, 2010.
- « La langue rêvée : le rêve(il) de l'écriture », in Traduire le rêve, actes de colloque sous la dir. de Marielle Anselmo et Mitsumasa Wada, Presses universitaires de Seinan Gakuin (Japon), 2010.
- « L'œil à l'œuvre - Histoire de l'œil et ses peintres », in Cahiers Bataille, n°1, Meurcourt, éditions les Cahiers, 2011.
- « Georges Bataille et les mangeurs de fromage », entretien avec Olivier Meunier in Georges Bataille en Auvergne : cinquantenaire de la mort de Georges Bataille, Mairie de Riom-ès-Montagnes et Drac d'Auvergne, 2012[15].
- « Des trous dans le grand tout », in Qu’est-ce que le trou ?, dirigé par Lionel Rebout, Bruges, Éditions Phanères, 2022.
- « La musique de Rashômon. Boléro japonais ou gagaku hybride », in Rashômon, histoire(s) du film, Paris, Potemkine Films, livre de l’édition collector du DVD, 2022.

## Articles
- « S'envoyer en... » (poème), Digraphe, n° 80/81, printemps/été 1997, p. 172-173.
- « L’écriture du trou dans le tout », revue Azur, n° 4, Tokyo, Université de Seijô, 2003.
- « Une voix sans visage – Maurice Blanchot et autres voix venues d’ailleurs », Fukuoka University Review of Literature and Humanities, Vol. XXXV, n° II, 2003.
- « Georges Bataille et le miracle de Lascaux : l’expérience originelle », Fukuoka University Review of Literature and Humanities, Vol. XXXV, n° III, 2003.
- « Michel Fardoulis-Lagrange, cet inconnu majeur », The Bulletin of Central Research Institute – Fukuoka University, Vol. 4 n° 4, 2004.
- « Pas au-delà de la misère symbolique », Fukuoka University Review of Literature and Humanities, Vol. XXXVI, n° III, 2004.
- « Le désir de Venise dans Albertine disparue de Marcel Proust », The Bulletin of Central Research Institute – Fukuoka University, Vol. 5, n° 1, 2005.
- « Voix du silence, voix sans visage – Rimbaud, Blanchot et autres voix venues d’ailleurs », Tokyo, Études de Langue et Littérature Françaises, n° 88, Société Japonaise de Langue et Littérature Françaises, 2006.
- « Richard Wagner et Charles Baudelaire. Autour de la création de Tannhäuser à Paris en 1861 », The Bulletin of Central Research Institute – Fukuoka University, Vol. 6, n° 3, 2006.
- « Des écrivains de nulle part. Ces autres “français” venus d’ailleurs », Fukuoka University Review of Literature and Humanities, Vol. XXXVIII, n° III, 2006.
- « Petites réflexions sur le désert en littérature. Du lieu et de la formule », Fukuoka University Review of Literature and Humanities, Vol. XXXVIII, n° I, 2006.
- « Le tangage de la langue de Ghérasim Luca – une écriture du trou dans le tout », Fukuoka University Review of Literature and Humanities, Vol. XXXIX, n°III, 2007.
- « Ghérasim Luca, héros-limite de la poésie française », Fukuoka University Review of Literature and Humanities, Vol. XXXIX, n° I, 2007.
- « Le dialogue ininterrompu. De l’usage des citations », The Bulletin of Central Research Institute – Fukuoka University, Vol. 7, n° 2, 2007.
- « La langue de personne », Études de Langue et Littérature Françaises, n° 94, Tokyo, Société Japonaise de Langue et Littérature Françaises, 2009.
- « Blanchot l’obscur – Outre politique-poétique-po-éthique », Fukuoka University Review of Literature and Humanities, Vol. XLI, n° III, 2009.
- « Rimbaud “maître du silence” », The Bulletin of Central Research Institute – Fukuoka University, Vol. 10, n° 4, 2010.
- « Gaspard de la Nuit - d’Aloysius Bertrand à Maurice Ravel », La Giroflée, n°3, Lille, Bulletin Aloysius Bertrand, 2011.
- « L’œil de Gilles de Staal ou l’impossible Bataille », Fukuoka University Review of Literature and Humanities, Vol. XLIII, n° II, 2011.
- « Stanislas Rodanski, les horizons perdus », Fukuoka University Review of Literature and Humanities, Vol. XLIII, n° IV, 2012.
- « Écrire-crier, la désertion de Francis Giauque », The Bulletin of Central Research Institute – Fukuoka University, Vol. 12, n° 1, 2012.
- « Les pas perdus de Rodanski » (dossier « Salut à Rodanski »), Mélusine, n°33, Paris, Éditions L'Âge d'Homme, 2013.
- « Assez, j'y vais, j'y erre - Arthur Cravan, Jacques Vaché, Jacques Rigaut - trois gais terroristes dans les lettres françaises », Fukuoka University Review of Literature and Humanities, Vol. XLV, n° I-II, 2013.
- Poèmes extraits de « À Contre-jour », Écrit(s) du Nord, n° 21-22, Éditions Henry, Montreuil-sur-mer, 2013.
- « Les gondoles à Disneyland - un monde hypnotisé par les images », Fukuoka University Review of Literature and Humanities, Vol. XLV, n° IV, 2014[16].
- « La langue fantôme et le gazouillis de la culture jetable », The Bulletin of Central Research Institute – Fukuoka University, Vol. 13, n° 2, 2014.
- « La langue de personne ou l'outre-langue des écrivains de nulle part », Fabula - LHT (Littérature, Histoire, Théorie), n° 12, "La langue française n'est pas la langue française", mai 2014[17].
- « De Rimbaud à Luca - des voies silencieuses ? », revue Alkemie, n° 13, Le silence, Paris, Classiques Garnier, 2014.
- « Trăim într-o epocă a fragmentului (Nous vivons dans une ère du fragment) », entretien avec Ciprian Valcan, trad. en roumain par Cornelia Dumitru, Bucarest, Cultura, janvier 2015.
- « Încotro se îndreaptă spiritul ? (Où va l’esprit ?) », entretien avec Ciprian Valcan, trad. en roumain par Cornelia Dumitru, Bucarest, Arca, n° 1-2-3 (298-299-300), 2015.
- « Gândirea, un risc și o pierdere (La pensée, un risque et une perte) », entretien avec Ciprian Valcan, trad. en roumain par Cornelia Dumitru, Bucarest, Orizont, n° 4 (1596), avril 2015.
- « Où va l'esprit ? Entretien avec Ciprian Valcan », The Bulletin of Central Research Institute – Fukuoka University, Vol. 15, n° 1, juillet 2015.
- « Cippe pour Francis Giauque », The Bulletin of Central Research Institute – Fukuoka University, Vol. 15, n° 4, juin 2016.
- « La valeur esprit sacrifiée à l’utile ? », Société de Langue et Littérature Françaises du Kyushu, n° 51, 2016.
- « La Grande Bouffe - le ventre, la merde, la mort », Fukuoka University Review of Literature and Humanities, Vol. XLVII, n° IV, mars 2016.
- « Poésie, terra incognita ? », Fukuoka University Review of Literature and Humanities, Vol. XLVIII, n° I, 2016.
- « Un barbare dans les Lettres françaises », Ghérasim Luca, Europe, dir. Serge Martin, n° 1045, mai 2016.
- « À la recherche de la musique - Marcel Proust et Richard Wagner », The Bulletin of Central Research Institute – Fukuoka University, Vol. 17, n° 1, novembre 2017.
- « Cioran, “apatride métaphysique” exilé dans le style », Fukuoka University Review of Literature and Humanities, Vol. LI, n° III, 2019.
- « L'ange noir de Mont-Dragon - Robert Margerit », Fukuoka University Review of Literature and Humanities, Vol. LII, n° II, 2020 ; repris dans Les Cahiers Robert Margerit, n° XXV, décembre 2021[18].
- « Pratiquer la poésie », Alkemie. Revue semestrielle de littérature et philosophie, n° 25, La poésie, Paris, Classiques Garnier, juin 2020.
- « Cinéma de l'enfermement », Fukuoka University Review of Literature and Humanities, Vol. LIII, n° II, septembre 2021.
- « La mascarade des embaumeurs. Rimbaud et les "Panthéonades" », The Bulletin of Central Research Institute – Fukuoka University, Vol. 21, n° 3, décembre 2021.
- « La musique de Rashômon. Boléro japonais ou gagaku hybride », The Bulletin of Central Research Institute – Fukuoka University, Vol. 21, n° 3, décembre 2021.
- « Voir l’horreur en face, ou le regard médusé », Alkemie. Revue semestrielle de littérature et philosophie, n° 28, L'horrible, Paris, Classiques Garnier, décembre 2021.
- « Liberté, quel est ton nom ? », Apulée, n° 7, Paris, Zulma, Libertés, mai 2022[19].
- « Contre les intellectuels », Fukuoka University Review of Literature and Humanities, Vol. LIV, No. IV, mars 2023.
- « Animaux, animots », Alkemie. Revue semestrielle de littérature et philosophie, n° 32 L’Animal, Paris, Classiques Garnier, 2023.